# The Skyrocket
The Skyrocket (bra: Dominada pela Vaidade) é um filme norte-americano de 1926, do gênero drama romântico, dirigido por Marshall Neilan, com roteiro de Benjamin Glazer baseado no romance The Skyrocket, de Adela Rogers St. Johns.
Não há cópias de The Skyrocket, por isso é presumivelmente um filme perdido.